# 26947 Angelawang
26947 Angelawang este un asteroid din centura principală de asteroizi.

## Descriere
26947 Angelawang este un asteroid din centura principală de asteroizi. A fost descoperit pe 6 aprilie 1997 la Socorro, New Mexico, în cadrul proiectului LINEAR. Asteroidul prezintă o orbită caracterizată de o semiaxă mare de 2,34 ua, o excentricitate de 0,17 și o înclinație de 3,1° în raport cu ecliptica.